# 鹿林彗星
鹿林彗星（英語：Comet Lulin）是在台灣發現的第一顆彗星，也是
台灣天文學界發現的第一顆彗星。该彗星以其发现地台湾中央大學位於鹿林前山的鹿林天文台命名。該彗星是非週期彗星，於2009年2月24日到達視星等5等的光度最高點，並且最接近地球時距離0.411天文單位。
根據NASA的資料，鹿林彗星發出的綠光來自組成彗星本身氣層的氣體，主要是双原子碳在真空狀態下的太空中受到太陽照射而發出的。雨燕卫星於2009年1月28日觀測鹿林彗星時發現它每秒流失800加侖（3500公升）的水。鹿林彗星有大量甲醇。

## 發現經過
首先由國立中央大學的林啟生使用位於鹿林前山鹿林天文台口徑41公分望遠鏡於2007年7月11日拍攝到影像，接著當時就讀廣州中山大學的19歲學生葉泉志在其中三張林啟生拍攝的照片中發現在寶瓶座附近疑似彗星的天體。
起初鹿林彗星被當成是一顆視星等18.9等的小行星，但在發現後使用更大的口徑61公分後發現了彗髮。
鹿林彗星的發現是搜尋太陽系內小天體的鹿林巡天計畫其中一項成果，尤其是近地天體的搜尋。經由美國天文學家詹姆士·楊確認為彗星後。正式命名為鹿林彗星，編號為C/2007 N3。
此外，在距離鹿林彗星發現位置不到二度的位置還發現一顆阿波羅型小行星2007 NL1。

## 觀測
鹿林彗星於2009年2月23日到達接近與土星合的位置，再於2月26和27日通過獅子座軒轅十四附近。5月12日鹿林彗星通過C/2008 T2彗星附近。大約2009年2月7日起鹿林彗星在黑暗的天空中以肉眼可見，當時該彗星正通過雙星天秤座α附近，2月15或16日通過角宿一附近，2月19日通過東上相附近，3月5日和6日在鬼宿星團附近。鹿林彗星也在3月14日在行星狀星雲愛斯基摩星雲附近通過，約3月17日從雙星天樽二附近通過。
2009年2月24日，鹿林彗星移动到离地球最近的位置，距离地球大约6000万公里，位于室女座与狮子座之间，亮度4至5等，成为一颗肉眼可见的彗星。

## 軌道
史密松天体物理台的天文學家布萊恩·馬斯登計算出鹿林彗星於2009年1月10日通過近日點，距離太陽約1.8億公里。
根據馬斯登的計算，鹿林彗星的軌道非常接近拋物線。根據2009年曆元，鹿林彗星的軌道離心率為0.999986，如為2010年曆元則是0.999998。它的軌道是逆向軌道，並且以黃道為基準的軌道傾角只有1.6°。
基於鹿林彗星極大的軌道離心率，不同的曆元會推導出遠日點距離有巨大差異的未擾動日心二體最佳擬合解。對於這類極高軌道離心率的天體，太陽的質心座標比日心座標更加穩定。根據噴氣推進實驗室線上曆書系統，曆元2014年1月1日的資料可推導出鹿林彗星的軌道半長軸約1200天文單位，軌道週期42000年。

## 不連續的彗尾
2009年2月4日，一組義大利天文學家觀測到鹿林彗星彗尾「有趣的現象」。領導該團隊的埃內斯托·圭多解釋：「我們以遠距控制的方式以位於新墨西哥州的望遠鏡拍攝鹿林彗星。而我們的影像顯示它的彗尾並不連續。當我們在觀測時，有部分的電漿態彗尾被剝離」。
圭多和他的團隊成員相信這個狀況是因為太陽風中的磁場擾動撞擊到彗星所造成。彗尾中的微磁爆在這之前就已被觀測到，最有名的例子就是2007年 NASA的日地关系天文台（STEREO）觀測到日冕物质抛射撞擊恩克彗星。恩克彗星因為這樣的事件失去了它的彗尾，就像鹿林彗星當日狀況。

## 外部連結
- 現在位置及亮度資料（heavens-above.com，英文）（页面存档备份，存于）
- APOD: February 27, 2009, Lulin and Saturn（页面存档备份，存于）
- APOD: February 25, 2009, Two Tails of Comet Lulin（页面存档备份，存于）
- 8 hour time sequence, from the live web cast（页面存档备份，存于）
- Green Comet Approaches Earth, February 4, 2009（页面存档备份，存于）
- C/2007 N3 (Lulin) Orbital elements
- Comet Lulin photo gallery（页面存档备份，存于）
- Sky Show Tonight: Green "Two-Tailed" Comet Arrives（页面存档备份，存于）
- Time-Lapse Movie of Comet Lulin moving in the night sky, with stars steady（页面存档备份，存于）
- Time-Lapse Movie of Comet Lulin moving in the night sky, with comet steady（页面存档备份，存于）
- Drawing of Lulin's antitail structure（页面存档备份，存于）
- Orbital simulation（页面存档备份，存于） from JPL (Java) / Horizons Ephemeris（页面存档备份，存于）
- 雙星報喜 鹿林天文台發現新彗星[永久]